# Uno Loop
Uno Loop (ur. 31 maja 1930 w Tallinnie, zm. 8 września 2021 w Keila) – estoński piosenkarz, gitarzysta i muzyk oraz sporadycznie aktor. W młodości uprawiał wiele sportów w tym m.in. boks czy triathlon.

## Biografia
Uno Loop urodził się w Tallinie jako syn Eduarda i Amilde Hildegard Loop (z domu Vesiloik) i dorastał w Tallinie oraz w wiosce Nabala w okręgu Harju. Od najmłodszych lat interesował się muzyką, uczęszczał do Tallińskiej Szkoły Muzycznej, uzyskując w 1958 roku dyplom z teorii muzyki i stając się znakomitym gitarzystą. W młodości Loop interesował się również lekkoatletyką, a zwłaszcza boksem, w którym zaczął rywalizować jako nastolatek. W wieku 17 lat został dwukrotnym mistrzem Estonii juniorów w wadze lekkiej w latach 1947–1948. Po szkole początkowo planował zostać marynarzem, ale został zaproszony przez kompozytora, muzyka i wykładowcę teorii muzyki w Tallińskiej Szkole Muzycznej Uno Naissoo do dołączenia do jego zespołu muzyki swingowej i jazzowej Swing Club jako gitarzysta.
Kariera Loopa jako muzyka i piosenkarza rozpoczęła się na początku lat pięćdziesiątych. Występował z różnymi zespołami, a od lat 60. jako popularny solista. W młodości trenował boks i został dwukrotnym mistrzem Estonii juniorów w wadze lekkiej w latach 1947–1948. Później uprawiał triathlon. Od końca lat 50. do początku lat 90. uczył muzyki, głosu i gitary. Loop pracował również jako aktor i pojawił się w kilku filmach począwszy od lat 60. oraz w kilku rolach w estońskich serialach telewizyjnych.
Uno Loop poślubił swoją żonę Aino w 1949 roku. Para ma dwoje dzieci. Ma też córkę z poprzedniego związku. Para mieszkała w swoim letnim domu w Laulasmaa w hrabstwie Harju po przejściu Loopa na emeryturę. W czerwcu 2019 obchodzili 70. rocznicę ślubu. W późniejszych latach porzucił większość sportów, w tym jazdę na rowerze, pływanie i bieganie, ale nadal ćwiczył.
W listopadzie 2019 roku, po problemach zdrowotnych, Loop zaczął mieszkać w domu opieki w Keila w wieku 89 lat. Zmarł po długiej chorobie 8 września 2021 roku w wieku 91 lat.